# Ali Shah Durrani
Ali Shah Durrani (علي شاه الدراني) est le souverain de l'Empire durrani de 1818 à 1819.

## Biographie
Ali Shah est l'un des fils de l'empereur Timour Shah Durrani. Il accède au pouvoir après la déposition de son demi-frère Mahmoud Shah, mais l'autorité de la dynastie Durrani, sapée par les querelles intestines, ne dépasse guère les alentours de la ville de Kaboul.
Le règne d'Ali Shah est de courte durée. Dans l'année qui suit son avènement, il est à son tour supplanté par un autre fils de Timour Shah, Ayyoub Shah.